# USS 와스프 (CV-7)
USS 와스프 (CV-7)(영어: USS Wasp)는 1940년에 취역한 미국 해군 항공모함으로 1942년 9월 남태평양 해전에서 침몰했다. 그것는 USS 와스프라는 이름의 여덟 번째 함선이었으며, 당시 조약에 따라 항공모함의 남은 톤수를 미국에 사용할 수 있도록 제작된 유일한 함선이었다. 요크타운급 항공모함 선체의 축소형 버전인 와스프는 적대 행위가 시작될 때 이용 가능한 다른 미국 항공모함보다 더 취약했다. 와스프는 처음에 대서양 전역에 배치되었는데, 추축국 해군이 결정적인 피해를 입힐 수 있는 능력이 떨어지는 것으로 인식되었다. 1941년 아이슬란드 점령을 지원한 후, 와스프는 1942년 4월 영국 본국 함대에 합류하여 영국 전투기를 몰타로 두 차례 수송했다.
1942년 6월, 와스프는 코랄해와 미드웨이 해전에서의 손실을 대체하기 위해 태평양으로 이송되었다. 과달카날 전투을 지원한 후, 와스프는 1942년 9월 15일 일본 잠수함 I-19의 어뢰 세 발에 맞았다. 그 결과 발생한 피해로 여러 차례 폭발이 발생했고, 보일러가 파괴되었으며 배의 동력이 끊겼다. 그 결과, 와스프의 피해 통제 팀은 대형 화재를 진압할 수 없었다. 와스프는 그날 저녁 늦게 USS 랜스다운에서 발사된 어뢰에 의해 버려져 침몰했다. 와스프의 잔해는 2019년 초에 발견되었다.

## 건조 및 시운전
와스프의 용골은 1936년 4월 1일 매사추세츠 퀸시에 있는 포어 리버 조선소에 안치되었고, 1939년 4월 4일 캐롤린 에디슨(해군 차관보 찰스 에디슨의 아내)의 후원으로 진수되었으며, 1940년 4월 25일 매사추세츠주 사우스 보스턴에 있는 육군 준장 기지에서 존 W. 리브스 주니어 대위와 함께 취역했다.

## 난파선 발견
2019년 1월 14일, 와스프의 난파선은 연구선 페트렐에 의해 발견되었다. 이 항공모함은 14,255피트(4,345미터) 깊이의 물속에 똑바로 서 있지만, 선체의 일부가 갈라진 것으로 보입니다.